# Auguste Netz
Auguste Netz, verehelichte Auguste Paetsch (13. August 1830 in Karlsruhe – 21. Juli 1885 in Pyrmont) war eine deutsche Opernsängerin und Theaterschauspielerin.

## Leben
Netz, die Tochter des Baritonisten Franz Netz, früher Opernsängerin, später Schauspielerin, war eine beliebte Künstlerin. In der letzten Periode ihrer Laufbahn wurde sie besonders als Vertreterin des älteren Fachs geschätzt.
Verheiratet war sie mit August Paetsch.